# Внешняя политика Тонги
Тонга после получения независимости с июля 1970 года полностью получила контроль над своей внешней политикой (до этого данный вопрос решался при непосредственном участии Великобритании). Королевство поддерживает дружеские отношения с большинством стран и имеет тесные отношения со своими соседями в Тихом океане и с Соединённым Королевством.

## Региональные отношения
Тонга поддерживает тесные региональные связи в Тихом океане. Это полноправный член Форума тихоокеанских островов, Южнотихоокеанской комиссии, туристической организации южной части Тихого океана, тихоокеанской региональной программы по охране окружающей среде и секретариата Тихоокеанского сообщества. Тонга одобрила Договор Раротонга (о безъядерной части южной части Тихого океана) в 1995 году. Однако Тонга не подписала соглашение о сотрудничестве в области управления рыбного хозяйства.

## Экстра-региональные отношения
Тонга была принята в Содружество наций, возглавляемое Великобританией, в 1970 году, но только в 1999 году — в Организацию Объединённых Наций.
Кроме того, за пределами региона Тонга является членом или участником большинства международных организаций, таких как Азиатский банк развития, Экономическая и социальная комиссия для Азии и Тихого океана (ЭСКАТО), G-77, Международный банк реконструкции и развития, Международная организация гражданской авиации, Международное движение Красного Креста и Красного Полумесяца, Международная ассоциация развития, Международная гидрографическая организация, МВФ, Международная морская организация, Интерпол, Международный олимпийский комитет, ВТО и др.

## Двусторонние дипломатические отношения
Фиджи — самый территориально близкий сосед королевства. В начале XIII века Фиджи были провинцией тонгайской империи. После получения двумя государствами независимости от Великобритании в 1970-х годах практически сразу были установлены двухсторонние отношения, но посольства в обеих странах так и не были открыты. Взаимоотношения между странами были хорошими до начала 2011 года, но обострились в результате территориального спора вокруг атоллов Миневра и предоставления политического убежища подполковнику Тевита Мапа, который был обвинён в попытке государственного переворота.
Только Австралия, Китай, Новая Зеландия и Япония имеют свои посольства или представительства высокого комиссара в столице этого тихоокеанского государства, в городе Нукуалофа. Единственные же дипломатические представительства Тонги в форме посольства расположены в Пекине (Китай) и Токио (Япония). Страна также имеет постоянного представителя при ООН (по совместительству являющемуся послом в США), почётных консулов в Лондоне (Великобритания) и Сан-Франциско (США) и торговых представителей в Австралии, Новой Зеландии и США.
В 1998 году Тонга признала КНР и прервал отношения с Тайванем.
Исторически все полинезийские острова были связаны торговыми и научными связями, полинезийские народы регулярно обменивались информацией в мараэ Тапутапуатеа. С близлежащими островами вроде Самоа тонганцы контактировали с периода культуры Лапита. Наиболее длительную историю официальных дипломатических взаимоотношений Королевство имеет с Францией: отношения с ней были установлены ещё в 1855 году с подписанием Договора о дружбе.

### Дипломатические отношения с Российской Федерацией
Дипломатические отношения между СССР и Тонгой были установлены 14 октября 1977 года. В декабре 1991 года Российская Федерация была признана правопреемницей СССР. Послы России в Новой Зеландии по совместительству — послы в Королевстве Тонга, поэтому российского посольства на территории страны нет. В то же время верховный комиссар Тонги в Соединённом Королевстве является послом в Российской Федерации.

## Галерея

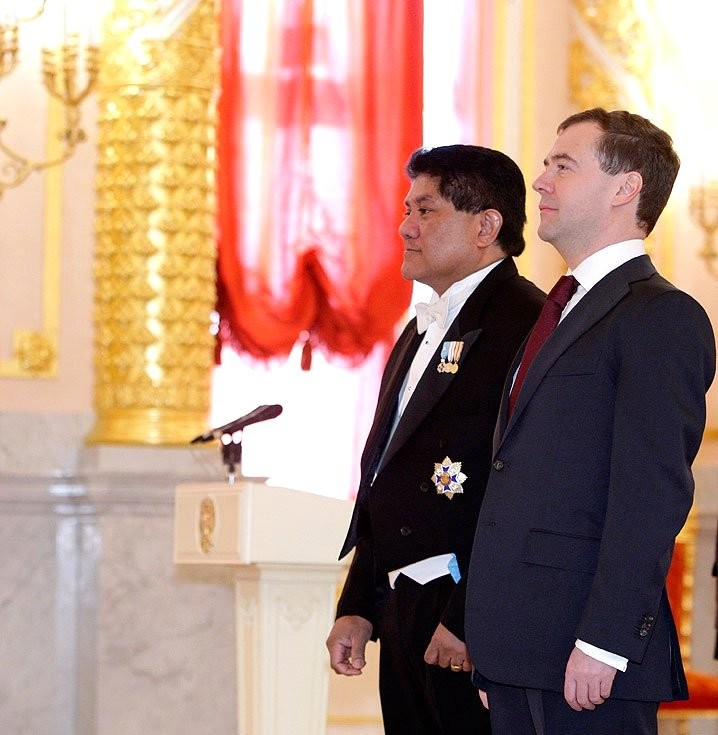
Президент РФ Дмитрий Медведев с послом Королевства Тонга Сионэ Нгонго Киоа. Церемония вручения верительных грамот послами иностранных государств.
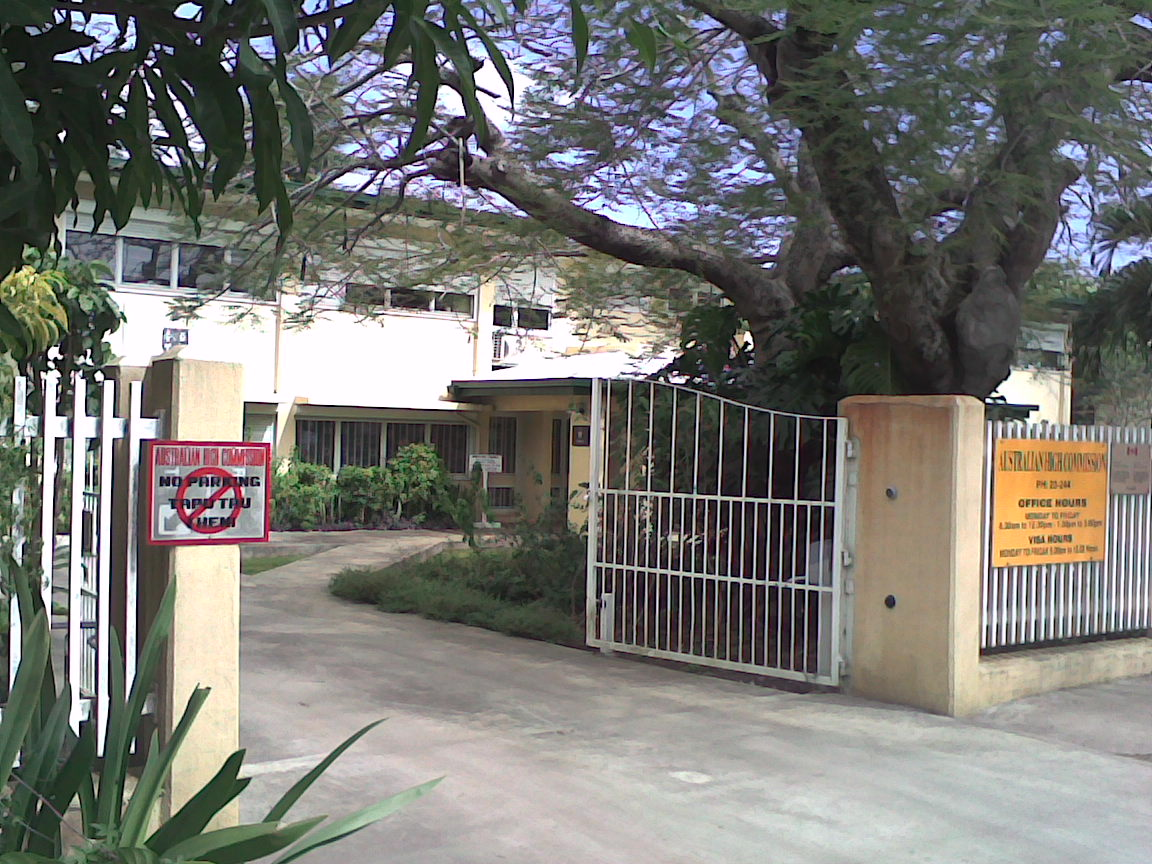
Резиденция верховного комиссара Австралии в королевстве Тонга, Нукуалофа.